# Зашто је пуцао Алија Алијагић
„Зашто је пуцао Алија Алијагић” је југословенски ТВ филм из 1974. године. Режирао га је Арсеније Јовановић који је написао и сценарио.

## Улоге
| Глумац                   | Улога                    |
| ------------------------ | ------------------------ |
| Драган Максимовић        | Алија Алијагић           |
| Бранко Ђурић             | Родољуб Чолаковић        |
| Радомир Вукотић          | Димитрије Лопандић       |
| Предраг Мики Манојловић  | Стево Ивановић           |
| Зинаид Мемишевић         | Никола Петровић          |
| Драган Крсмић            | Небојша Маринковић       |
| Живојин Жика Миленковић  | Судија                   |
| Петар Банићевић          | Државни тужилац          |
| Ђорђе Јелисић            | Радивој Валетр, адвокат  |
| Бранко Плеша             | Иво Политео, адвокат     |
| Младен Млађа Веселиновић | Владимир Видман, адвокат |

Остале улоге ▼
| Глумац            | Улога            |
| ----------------- | ---------------- |
| Александар Груден |                  |
| Љуба Ковачевић    |                  |
| Мирослав Петровић |                  |
| Драган Шаковић    |                  |
| Родољуб Симић     | (као Раша Симић) |
| Мида Стевановић   | Записничар       |
| Владан Живковић   |                  |